# لي مين كي
لي مين كي (19 مايو 1993 بكوريا الجنوبية - ) هو لاعب كرة قدم كوري جنوبي في مركز الدفاع. لعب مع نادي غوانغجو.

## وصلات خارجية
- لي مين كي على موقع دوري كوريا الجنوبية (الإنجليزية)
- لي مين كي على موقع قاعدة بيانات كرة القدم.إي يو (الإنجليزية)
- لي مين كي على موقع Soccerway.com (الإنجليزية)